# Tonkünstlerverband
Tonkünstlerverband (in Österreich und der Schweiz auch: Tonkünstlerverein) nennt sich eine vereinsmäßig strukturierte Organisation, die auf regionaler, landesweiter bzw. nationaler Ebene die Interessen aller Musikberufe in Politik und Öffentlichkeit vertritt. Ihre Mitglieder sind Musiklehrer, Interpreten, Komponisten, Musikwissenschaftler, Fachpublizisten, Musikalienhändler und Musikverleger. Im Dachverband des Deutschen Tonkünstlerverbands (DTKV) sind derzeit mehr als 9000 Mitglieder in 16 Landesverbänden organisiert, die wiederum aus mehreren Regionalverbänden bestehen.
Ein erster Tonkünstlerverband wurde 1844 mit dem Berliner Tonkünstler-Verein ins Leben gerufen. Nur drei Jahre später gründeten Franz Liszt, Hans von Bülow und Peter Cornelius einen gesamtdeutschen Tonkünstlerverband. Ursprünglich diente der Verband der Vertretung von freischaffenden Tonkünstlern, die um ihre Rechte und die Anerkennung ihrer Arbeit zu kämpfen hatten. Er setzte für seine Mitglieder Vorteile in der Altersvorsorge durch, erkämpfte zusammen mit anderen Institutionen als besondere Verbesserung die Künstlersozialkasse und damit die Entlastung des Freiberuflers um den Arbeitgeberanteil in der Kranken- und Rentenversicherung sowie Vorteile in anderen Versicherungsarten, die für den Freiberufler zwar teuer, aber sehr wichtig sind. Nach Gründung der öffentlichen Musikschulen teilte sich die Mitgliederschaft in angestellte Musikpädagogen und Freiberufler mit der Folge, dass sich die Arbeit des Verbandes nun nicht mehr primär auf die Probleme der freiberuflich Tätigen konzentrierte.
Seit September 2021 ist der Cellist und Hochschullehrer Christian Höppner Präsident des Verbandes.
In der Schweiz fusionierte der Schweizerische Tonkünstlerverein (STV) 2017 mit dem Schweizer Musik Syndikat und den Musikschaffenden Schweiz zu Sonart – Musikschaffende Schweiz.